# Vårberg centrum

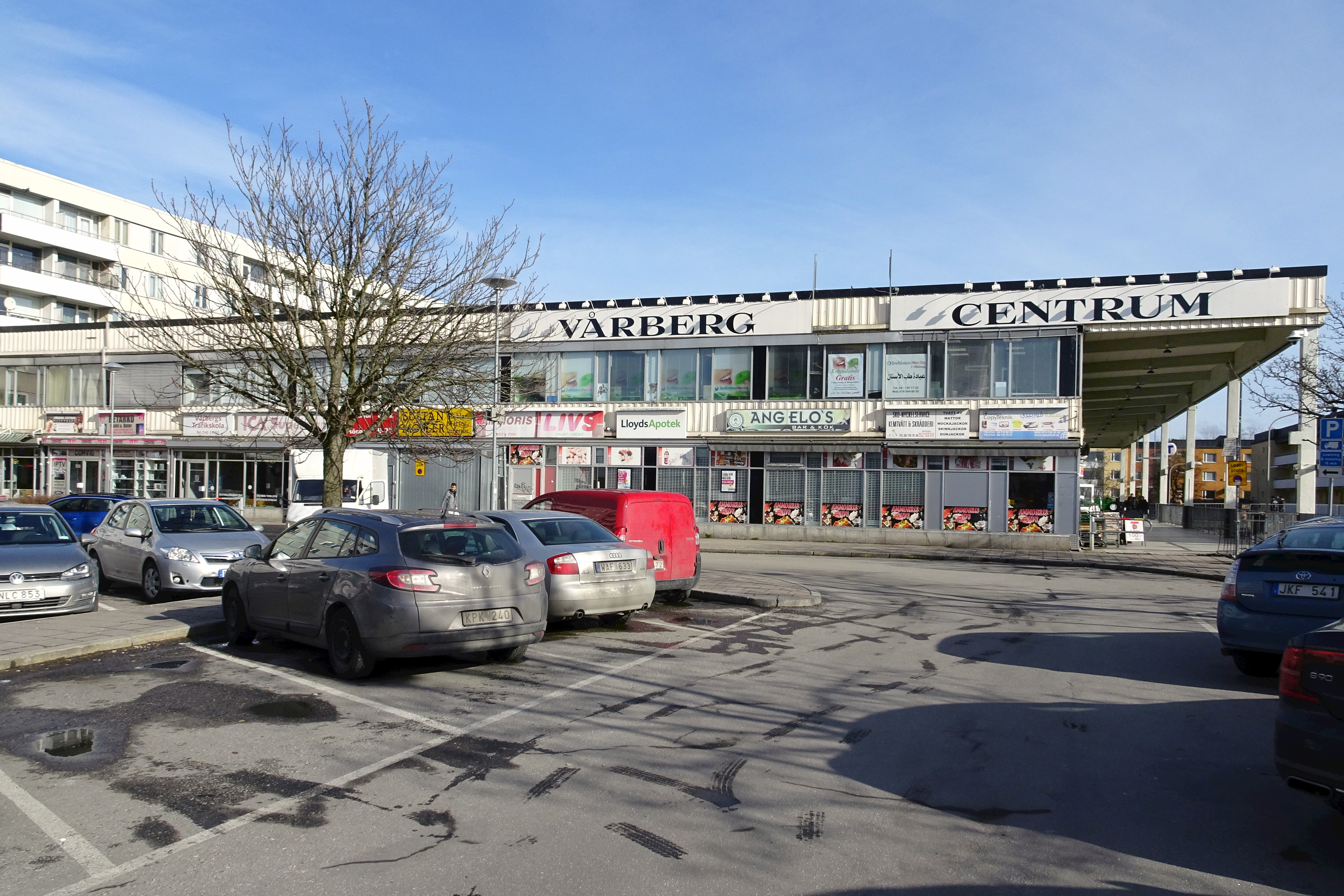
Vårberg centrum med skivhuset i bakgrunden, mars 2020.

Vårberg centrum ligger vid Vårholmsbackarna i stadsdelen Vårberg i södra Stockholm. Anläggningen invigdes i september 1968, ett knappt år efter  Vårbergs tunnelbanestation som ligger i samma byggnadskomplex. Byggnaden har lovordats för sin internationella modernistiska arkitektur och är grönmärkt av Stadsmuseet i Stockholm vilket innebär att bebyggelsen anses vara ”särskilt värdefull från historisk, kulturhistorisk, miljömässig eller konstnärlig synpunkt”. Enligt Stadsmuseet utgör anläggningen ett tidigt, välbevarat och konsekvent genomfört exempel på ett inomhustorg med betydande stadsbyggnadshistoriska värden.

## Bakgrund

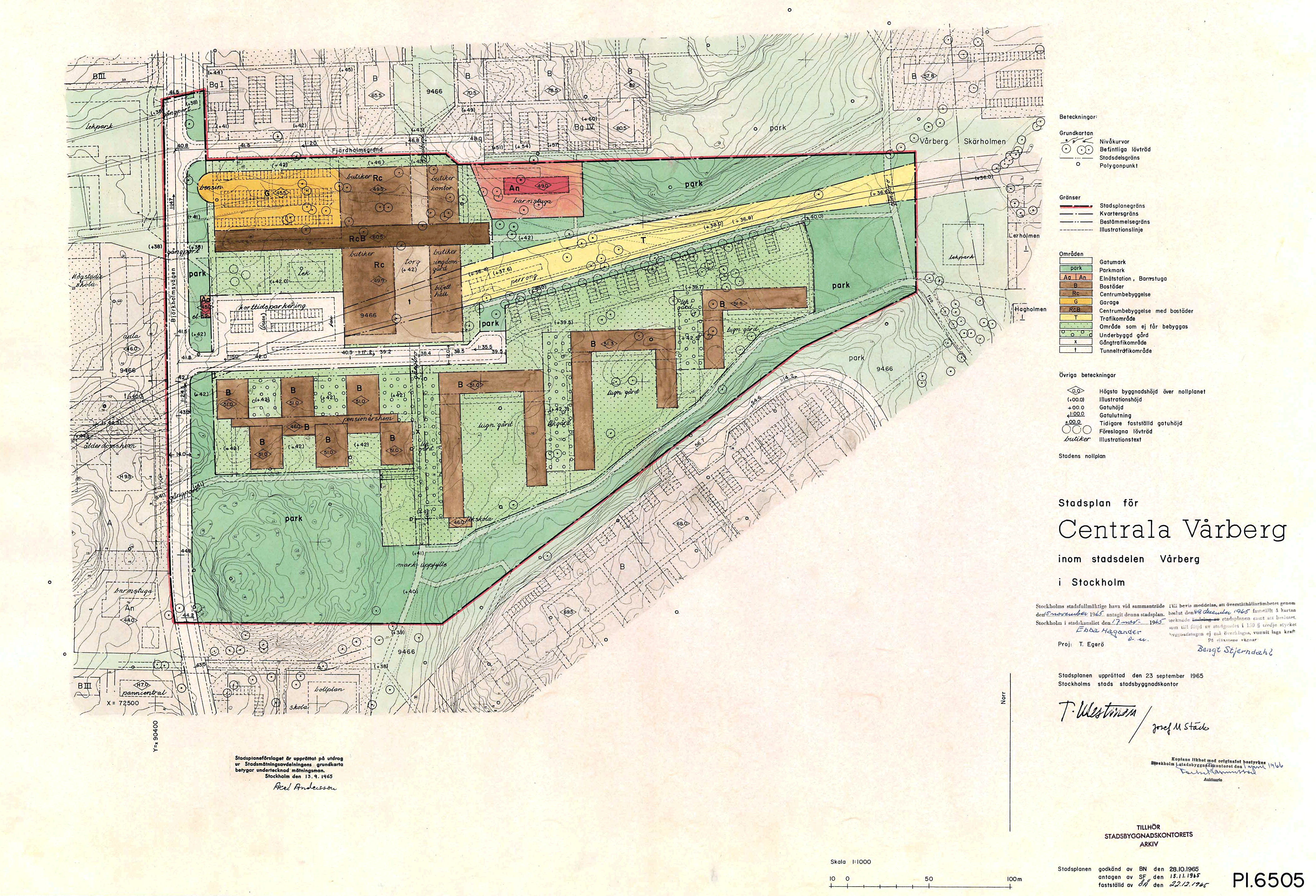
Stadsplan för centrala Vårberg 1965.

Vårberg anlades mellan 1965 och 1970 som en av Stockholms tunnelbaneförorter. Enligt dåtidens stadsplaneideal skulle även ett förortscenter anläggas i nära anslutning till tunnelbanan. Generalplanen för Skärholmen och Vårberg (Pl. 5010) omfattade tunnelbana med station, centrumanläggning och ett bostadsområde.  Den nu gällande stadsplanen (Pl. 6505) vann laga kraft i september 1965.

## Historik

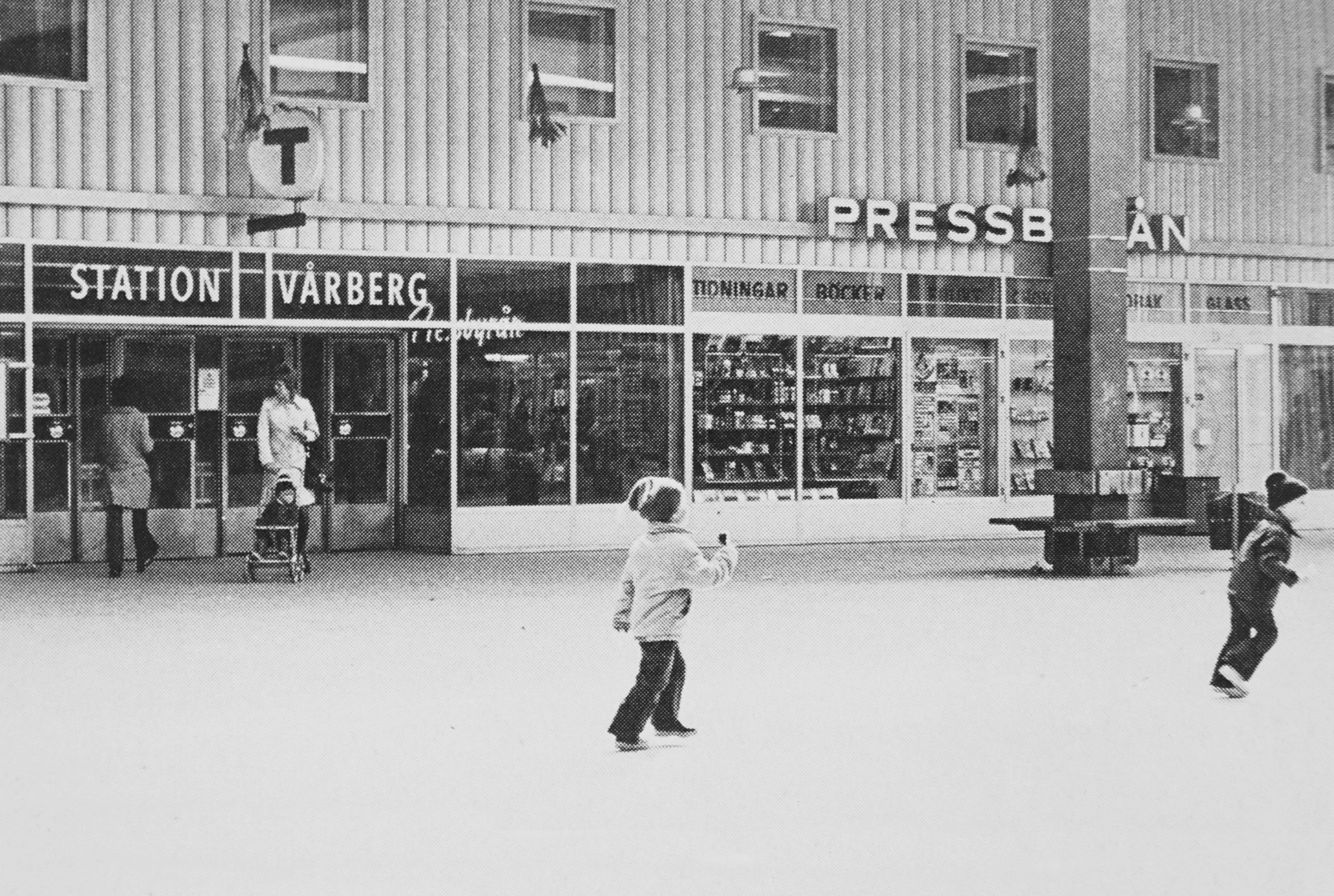
Station Vårberg i låghuset 1967.

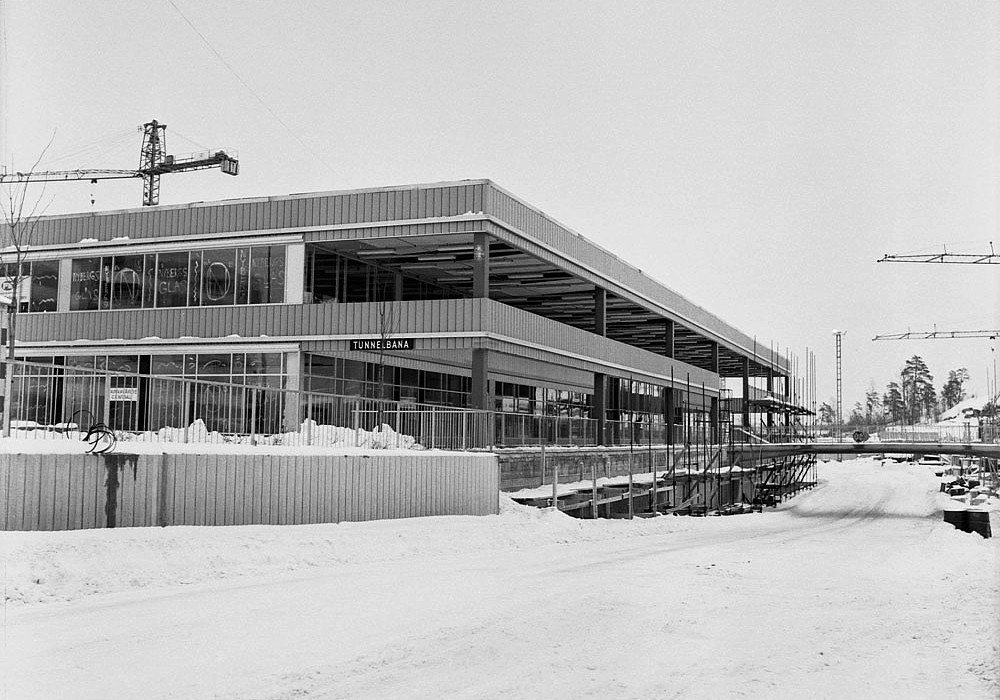
Låghuset under uppförande 1967.

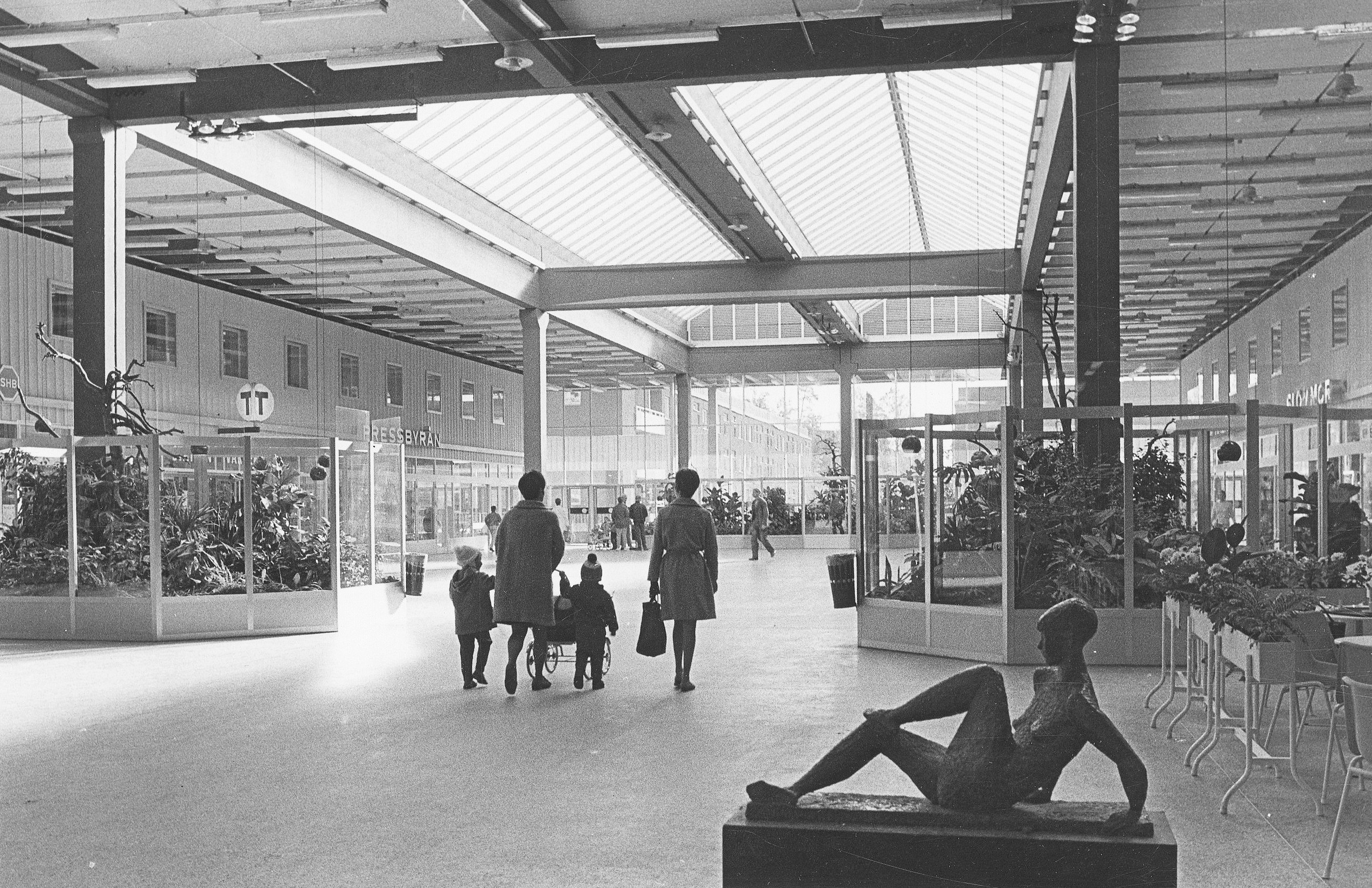
Vårbergstorget efter invigningen 1968.

Vårberg centrum (fastigheten Vårholmen 4) begränsas av Fjäderholmsgränd i norr, Vårholmsbackarna i väster och Vårbergsplan i söder. Anläggningen uppfördes av det privata bolaget BGB i Stockholm AB och invigdes i september 1968. Den ursprungliga stadsplanen för centrumanläggningen ändrades på initiativ av danskfödde arkitekten Hack Kampmann. Han var byggherrens arkitekt som kom att rita hela centrumanläggningen inklusive tunnelbanans byggnader. Byggmästare var Folke Ericsson byggnads AB.
Enligt den ursprungliga stadsplanen skulle två lamellhus i fem våningar uppföras väster om butiksbyggnaderna. Det ändrades av Kampmann till ett sex våningar högt skivhus som ställdes i ost- västlig riktning över centrumets låghus. Anledningen var inte bara estetiska synpunkter utan även ekonomiska, man slapp bygga ett stort hus på tunnelbanans tak med dyrare grundläggningskostnaderna till följd. ”På köpet” fick man en öppen yta framför (väster om) butiksdelen för bilparkering, bussar och taxi samt en lekplats.
Kampmann ritade ett byggnadskomplex som kännetecknades av en utpräglat modernistisk utformning av internationellt snitt, ovanlig i Sverige men relativt vanlig på kontinenten. Även den samlade kombinationen högt bostadshus, låg centrumbyggnad och tunnelbanestation är i sammanhanget en mycket ovanlig lösning utan motsvarighet i Stockholm. Anläggningen består av flera delar: skivhuset, centrumhuset, tunnelbana och parkeringshuset.

### Skivhuset
Skivhusets volym dominerade ursprungligen centrumbebyggelsen. Det rör sig om ett flerbostadshus, 170 meter långt och 13 meter brett, med loftgångar åt norr och balkonger åt söder. Bottenvåningen mot söder drogs in sex meter så att en klimatskyddande arkadgång erhölls. Sedan 2017 har Vårberg centrum en ny markör genom ett punkthus med 14 våningar som placerades sydväst om skivhuset på en tidigare parkering.

### Centrumhuset och P-huset
Vårbergs centrums lågdel, även benämnt Vårbergstorget, har två våningar, en suterrängvåning och en källarvåning samt ett planmått om 73x109 meter. Byggnaden uppfördes som ett elementbygge med pelare, balkar och bjälklag i betongelement. Torget får dagsljus via två parallella sadeltaksformade ljuslanterniner på den södra delen och en helt uppglasad södergavel. Den södra sidan har en arkad i höjd med torget. Härifrån leder en gång- och cykelbro över Vårbergsplan till bostadsområdet i kvarteret kvarteret Jungfruholmen. Butikshusets fasader har förändrats genom rivning av plåtbandet i höjd med första våningen på byggnaden södra sida samt genom ommålning och  butiksskyltning som genomfördes i slutet av år 2000. 
I nordvästra vinkeln mellan skivhus och centrumhuset uppfördes även ett parkeringshus för långtidsparkering. Byggnaden har en suterrängvåning mot väster, ett p-däck på taket samt två källarplan. Bilvårdsanläggningen närmast Vårholmsbackarna var ursprungligen en bensinstation med skärmtak över pumpön och med en tvätt- och smörjhall.

### Tunnelbanan
Tunnelbanan sträcker sig under sydöstra delen av centrumhuset. Biljetthallen ligger på samma nivå som inomhustorget och i direkt anslutning till denna. Själva byggnaden består av den inbyggda trappa och ramp som förbinder perrongen upp med biljetthallen i centrumhuset. På perrongen finns en konstnärlig utsmyckning med mosaiktavlor föreställande mäns, kvinnors och barns händer som är skapad av konstnären Maria Ängquist Klyvare och utfördes 1996. Stationen invigdes den 2 december 1967.

### Utbudet och ägare
I Vårberg centrum fanns från början det vanliga utbudet av butiker, restauranger och filialer av större affärskedjor. Det fanns även bank och post samt en resebyrå. Utbudet har minskat betydligt under 2000-talet med många byten av ägare till Vårbergs centrum. Posten lades ner 2001 och lokalen övertogs av en restaurang. Största enskilda butik är ICA supermarket. I våningen under butiksplanet har Vårbergs loppmarknad sedan 2005 sin försäljningsyta. För det tillkom en ny trappa och hiss mellan butiksplanet och loppmarknaden.
Proxin fastigheter AB blev 2018 den femte ägaren sedan 2011. Några av de tidigare ägaren var Realia, Kungsleden, Keops, Kefren, D. Carnegie & Co, Stendörren och Agora.

## Bilder

Exteriör
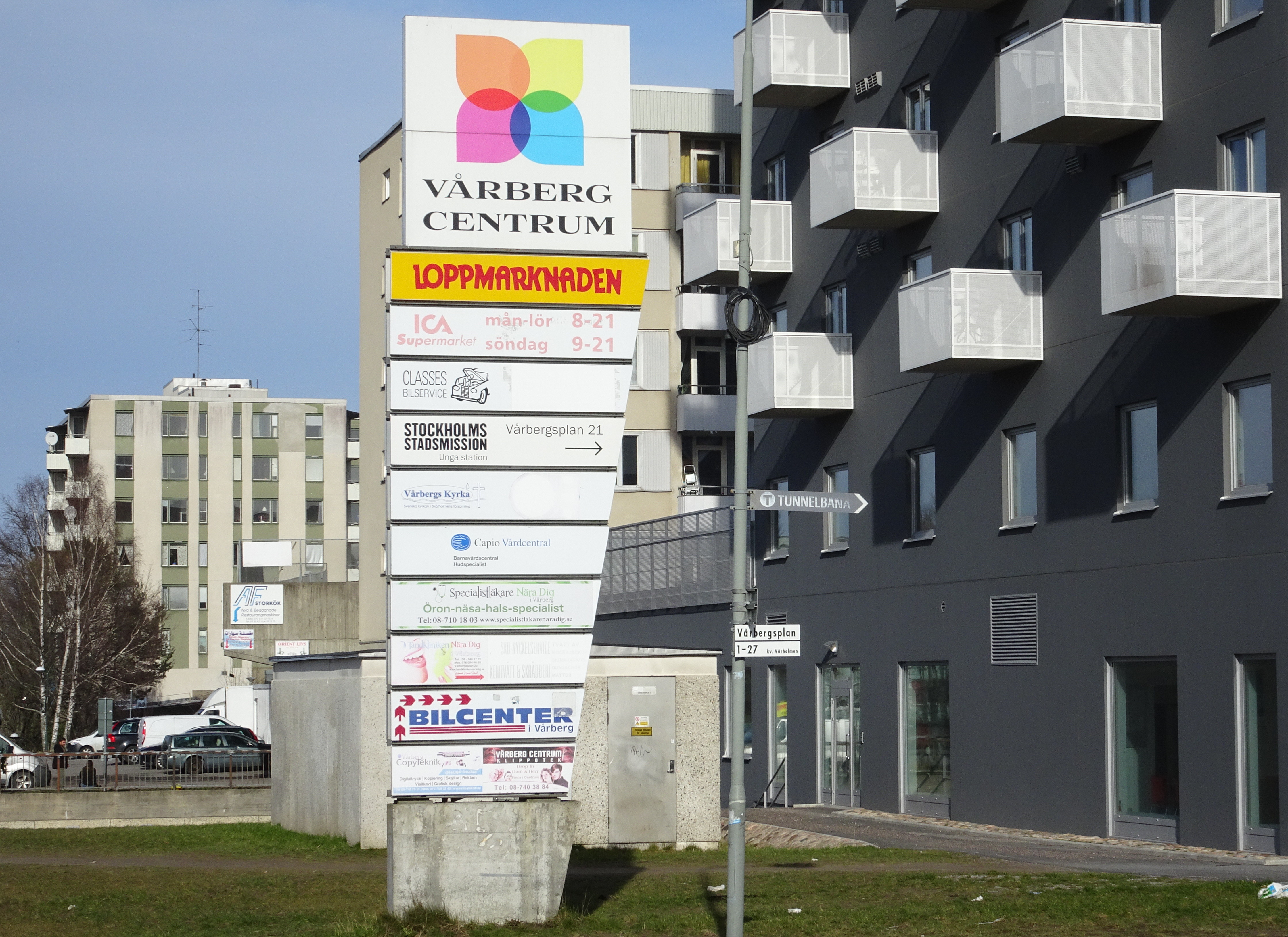
Infart från Vårholmsbackarna.
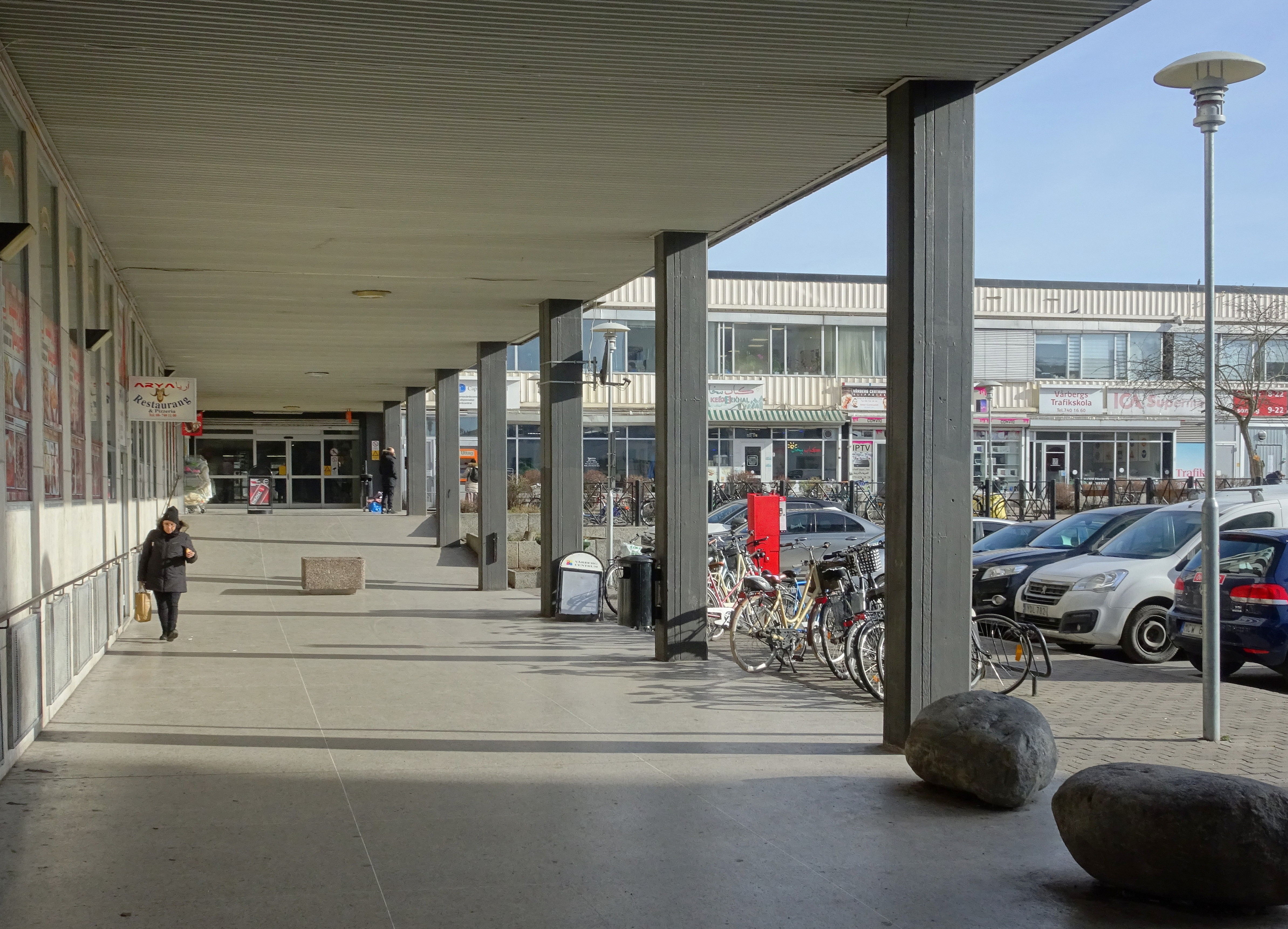
Arkadgången under skivhuset.
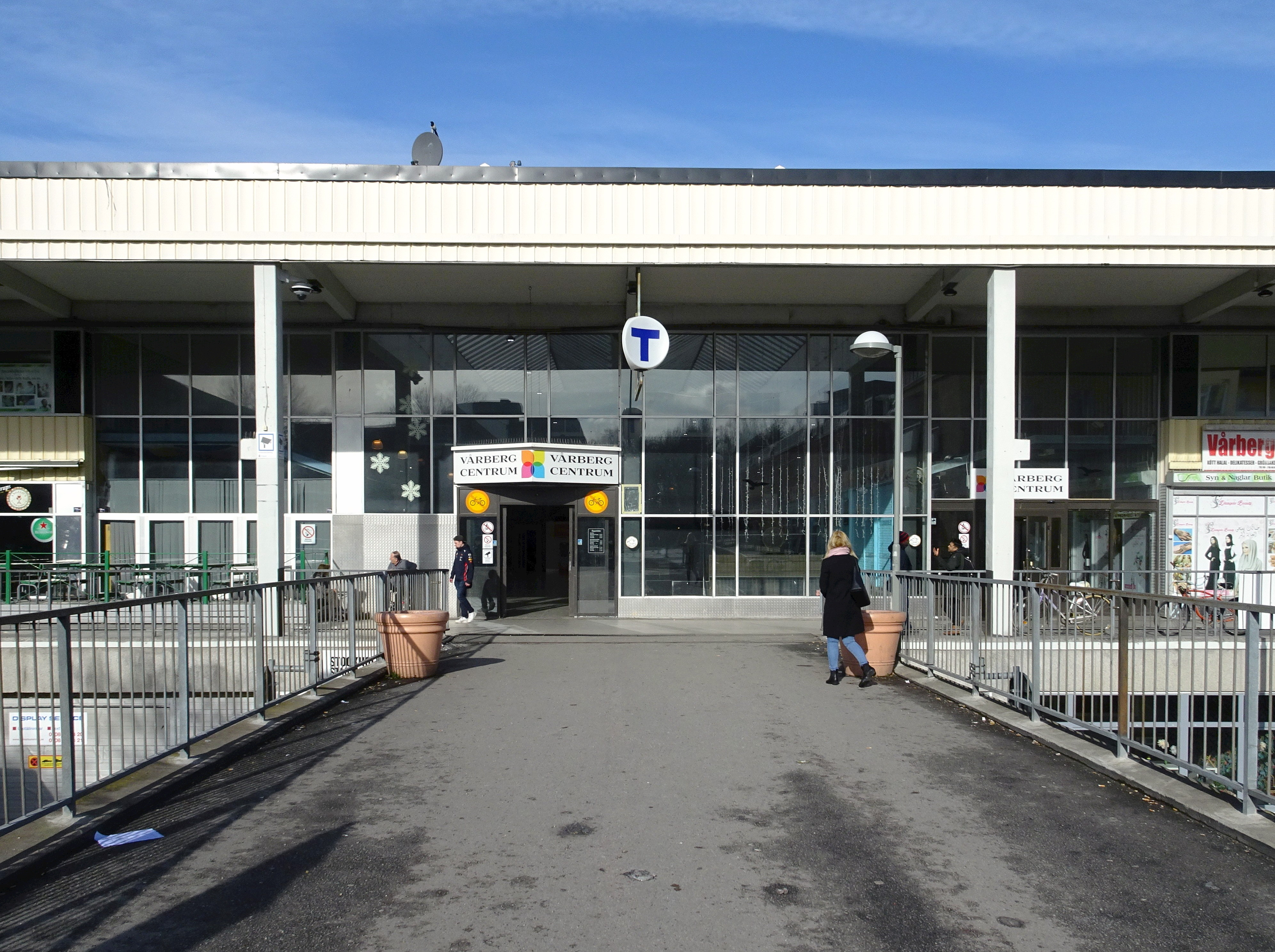
Entrén till låghuset och tunnelbanan norrifrån.
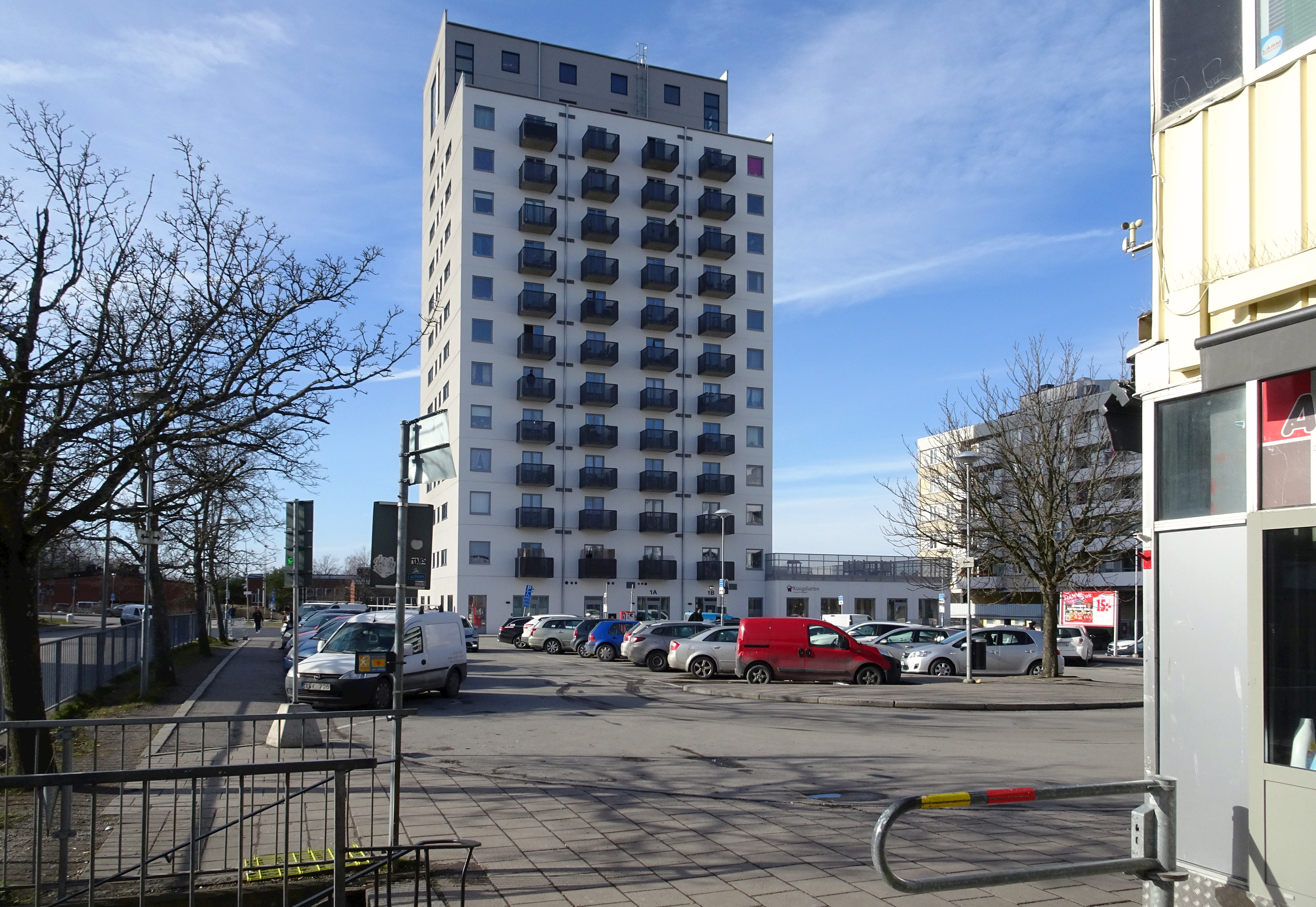
P-platsen med nya punkthuset.
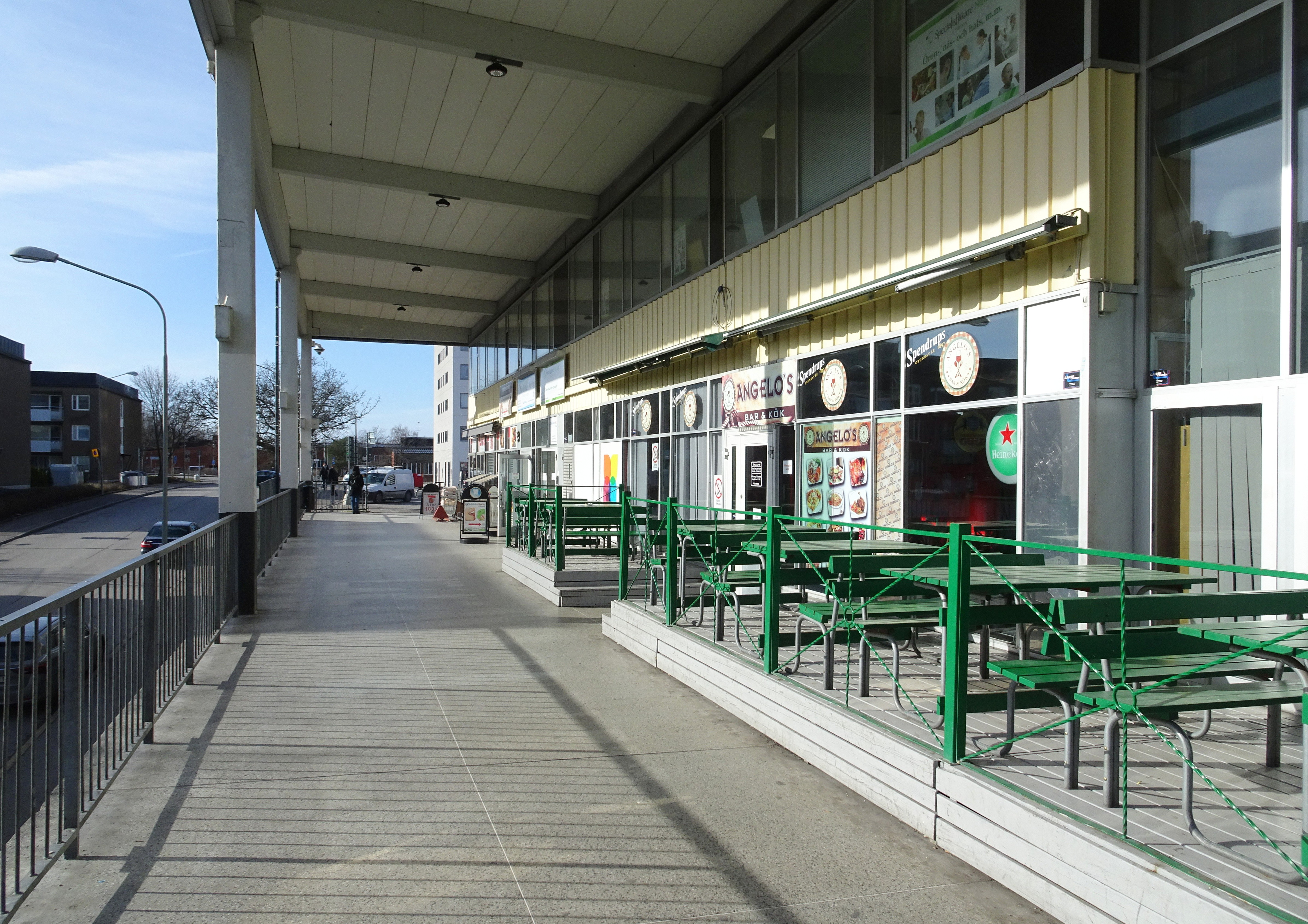
Arkadgången under låghuset.

Interiör
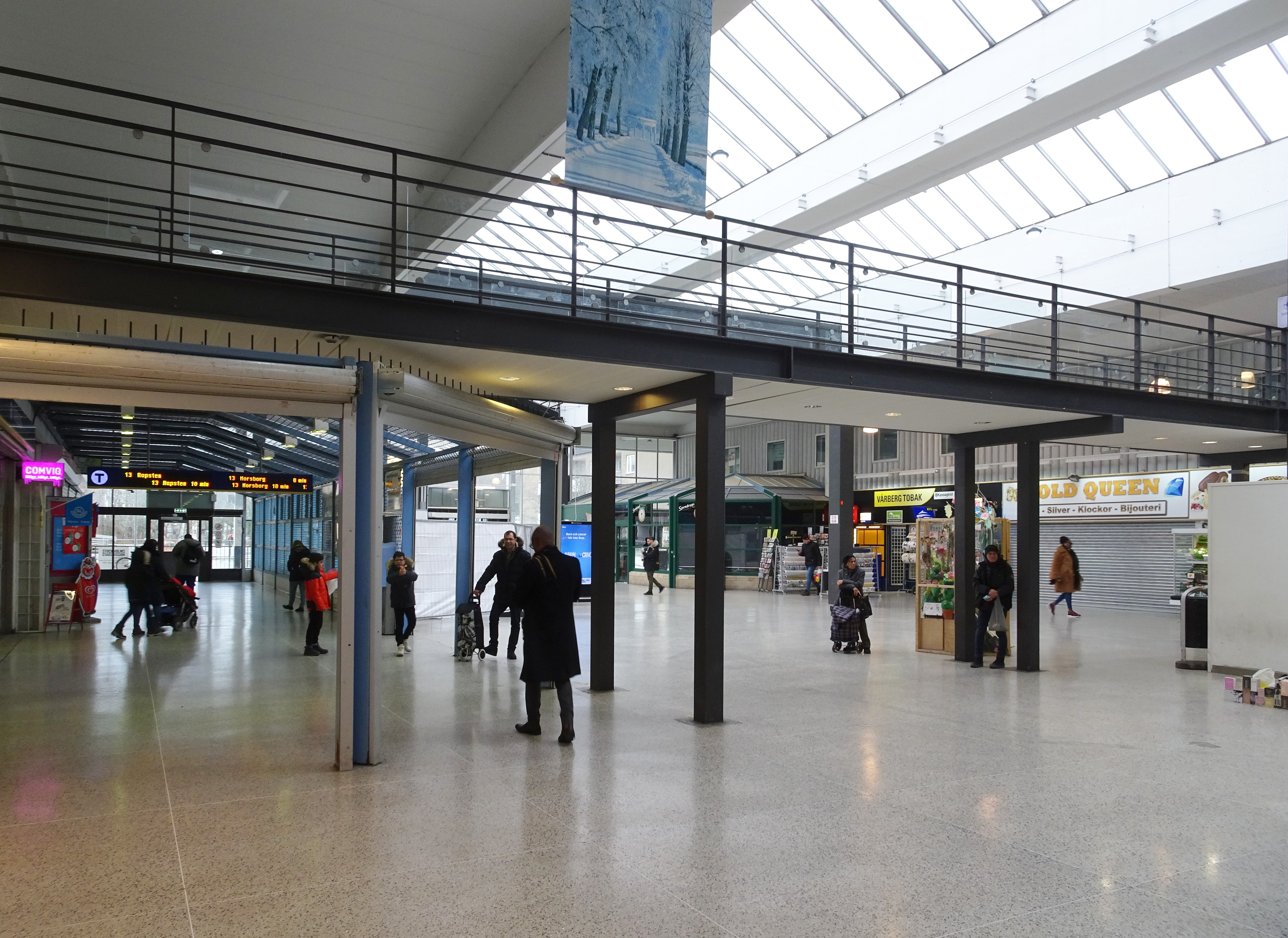
Torget mot norr.
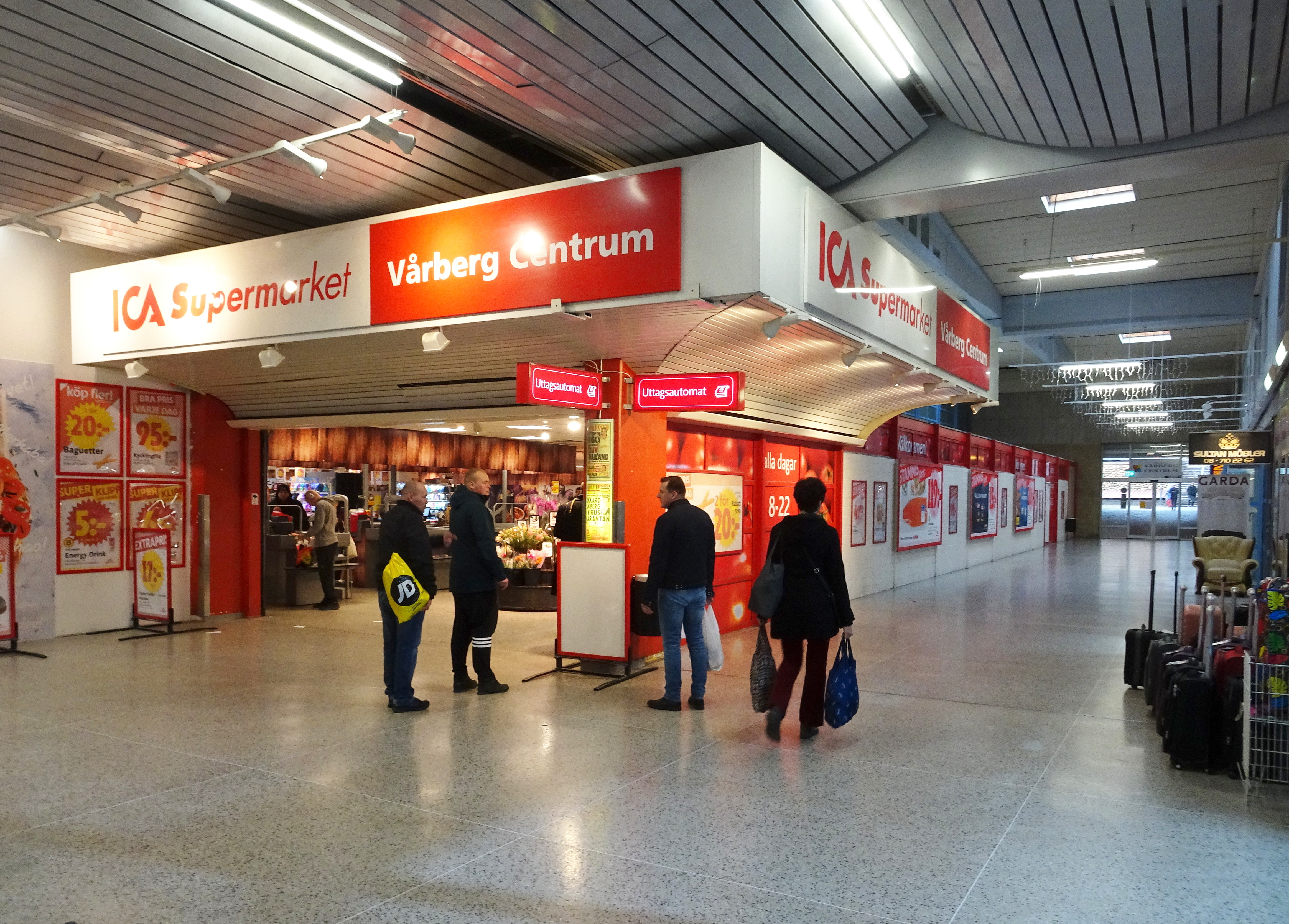
ICA Supermarket.
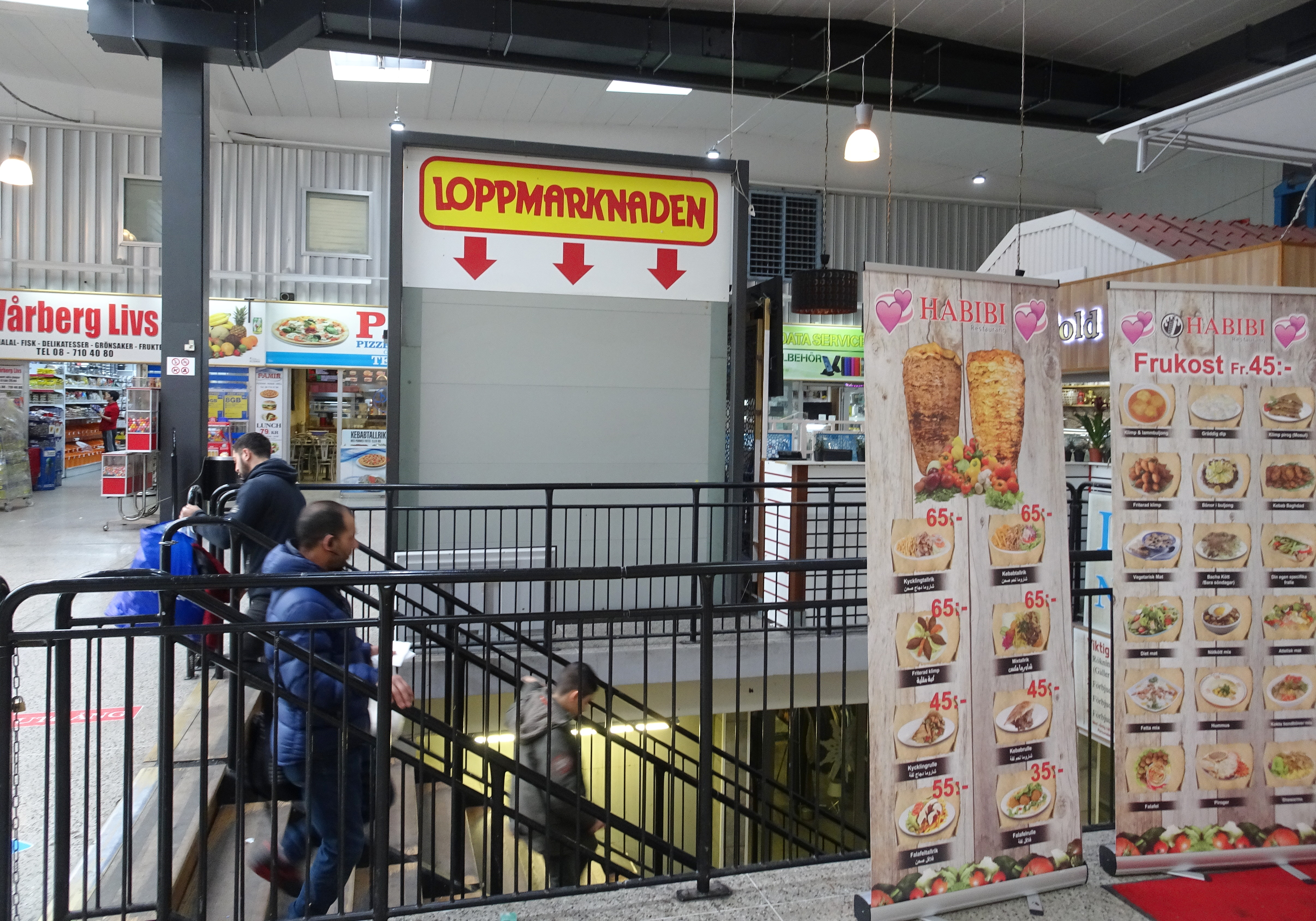
Nedgång till Loppmarknaden.
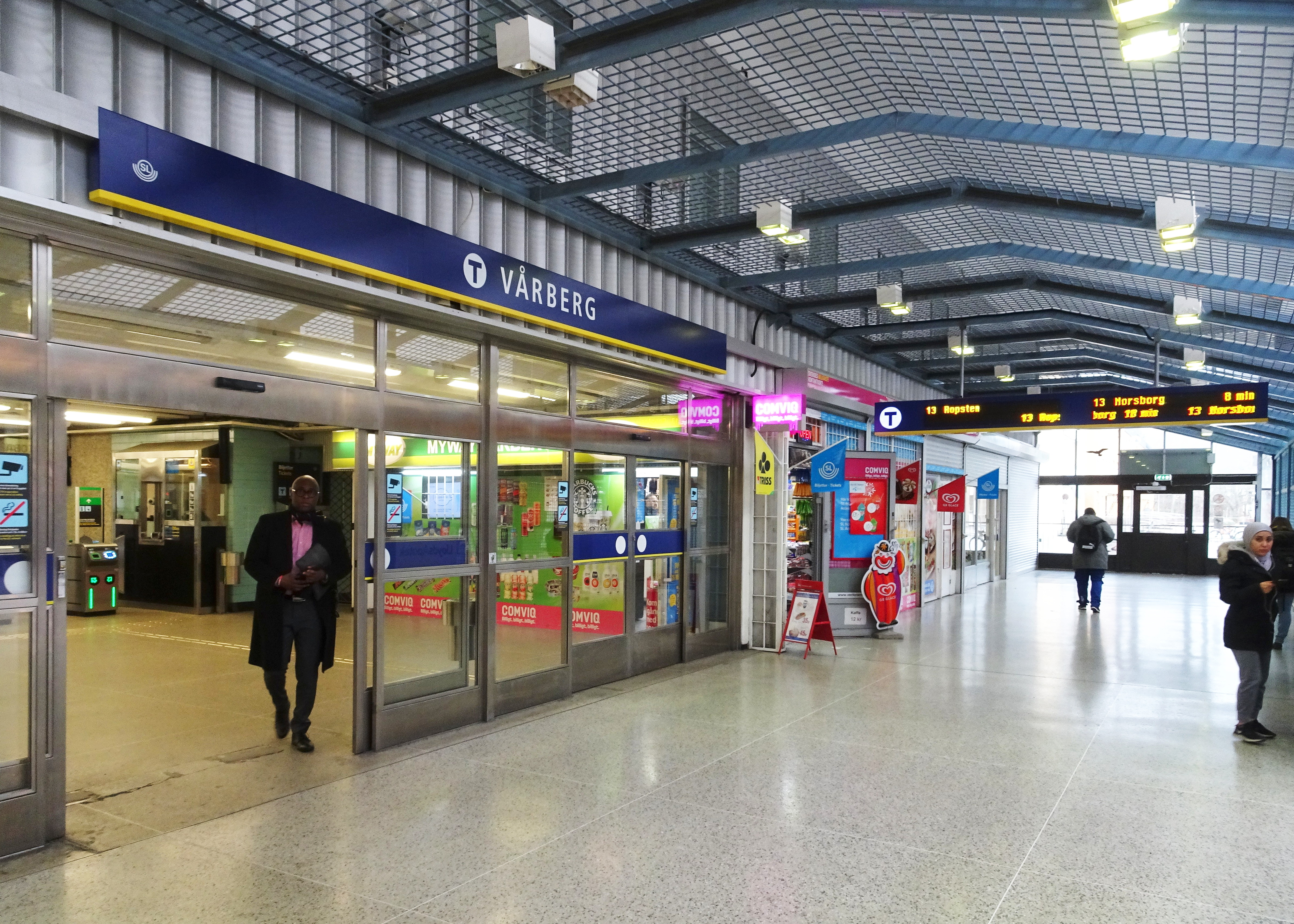
Entrén till tunnelbanan från Torget.
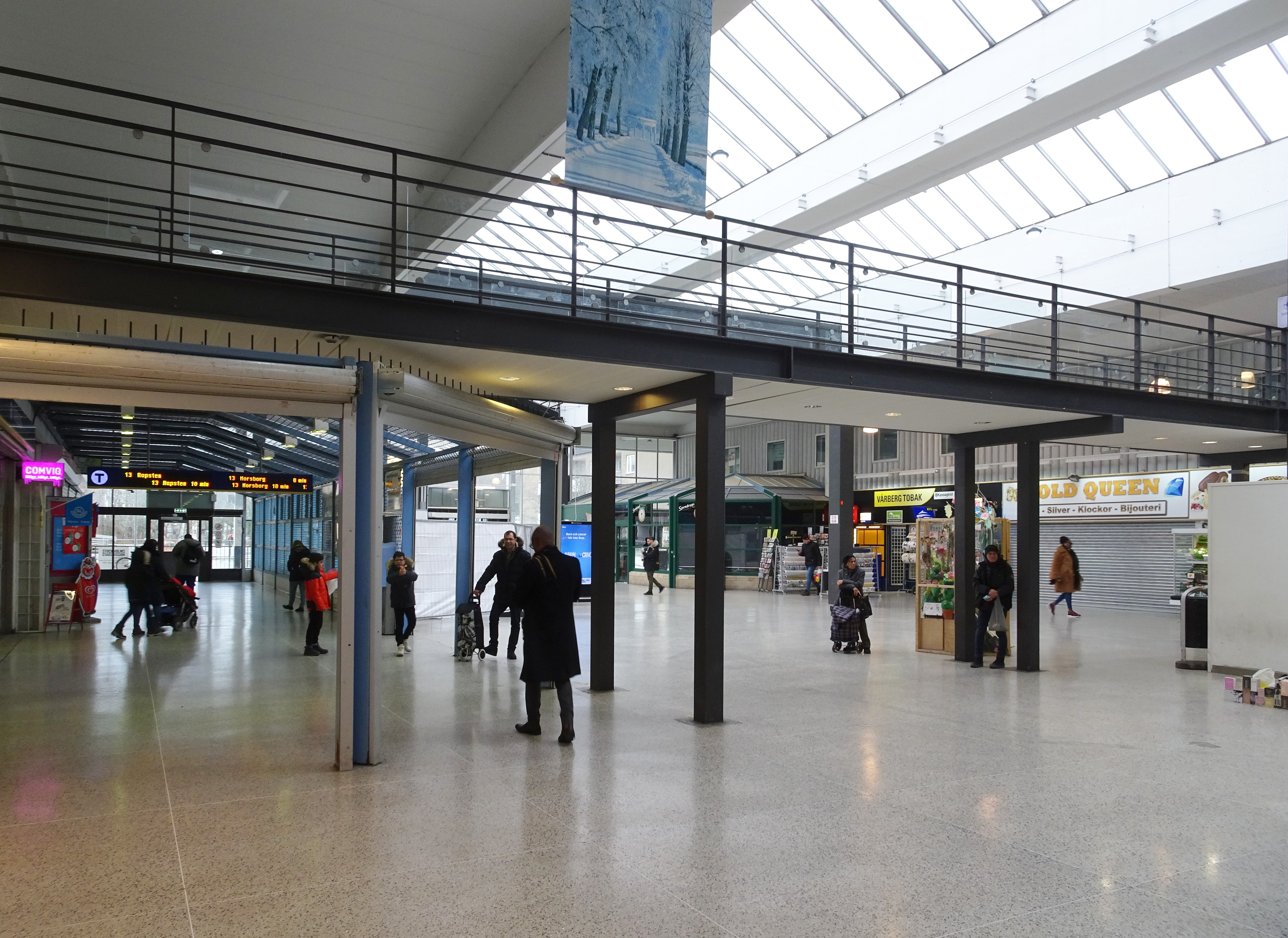
Torget mot söder.